# زتا سنگتراش
زتا سنگتراش یک ستاره است که در صورت فلکی سنگتراش قرار دارد.